# Ewout Irrgang
Ewout Irrgang (Utrecht, 20 juli 1976) is een Nederlands politicoloog, econoom en voormalig politicus namens de SP. Sinds 1 september 2017 is hij lid van de Algemene Rekenkamer. Van 6 oktober 2005 tot 20 september 2012 was hij lid van de Tweede Kamer der Staten-Generaal.

## Biografie
Irrgang werd geboren in Utrecht. Hij volgde het vwo te Breukelen en studeerde vanaf 1994 politicologie aan de Vrije Universiteit Amsterdam. Daarnaast studeerde hij tot 2000 economie aan de Universiteit van Amsterdam. Bij deze universiteit rondde hij in 1999 ook zijn politicologiestudie af.
In eerste instantie werd Irrgang actief bij de SAP, waar hij als tiener in 1994 kandidaat was voor de Tweede Kamer. Irrgang werd in 1997 lid van de SP. Begin januari 1998 richtte hij samen met Elisabeth van der Steenhoven het Nieuw Republikeins Genootschap (NRG) op, als tegenhanger van het Republikeins Genootschap dat leden alleen toeliet door coöptatie. Hij was voorzitter van het NRG tot 2001.
In 2001 trad hij terug als voorzitter omdat hij kandidaat-Kamerlid werd voor de SP. Hij was sinds 1998 beleidsmedewerker van de Tweede Kamerfractie van deze partij, met als portefeuille Financiën. Irrgang was ook lid van het afdelingsbestuur in Amsterdam, en maakte van 1999 tot mei 2005 deel uit van het partijbestuur van de SP. In 2005 was hij korte tijd econoom bij De Nederlandsche Bank (DNB) bij de afdeling monetair en economisch beleid.
Op 29 september 2005 werd bekend dat hij het SP-Kamerlid Piet de Ruiter per 4 oktober zou opvolgen. Irrgang stond weliswaar op de twaalfde plaats, maar twee personen die hoger op de lijst stonden zagen af van een Kamerlidmaatschap. Irrgang kreeg de portefeuilles Economische Zaken en Financiën, en Binnenlandse Zaken. Hij werd beëdigd als Tweede Kamerlid op 6 oktober 2005 en hield zijn maidenspeech op 11 oktober, tijdens een debat over de mogelijke onevenredige verhoging van de energieprijzen.
Hij stelde zich niet herkiesbaar voor de Tweede Kamerverkiezingen 2012 in september dat jaar. Vanaf september 2013 werkte Irrgang als technisch directeur voor de Nederlandse stichting PharmAccess in Dar es Salaam, Tanzania. Vanaf 1 januari 2017 was hij directeur Advisory Services voor dezelfde organisatie, die zich inzet voor betaalbare gezondheidszorg in Afrika.
Irrgang is met ingang van 1 september 2017 lid van het college van de Algemene Rekenkamer, waarvan hij van 1 januari tot 1 september 2023 waarnemend president was.

## Verkiezingsuitslagen
| Verkiezing                                  | Partij | Positie    | Stemmen |
| ------------------------------------------- | ------ | ---------- | ------- |
| Tweede Kamerverkiezingen 1994               | SAP    | 16 (lijst) | 3       |
| Gemeenteraadsverkiezingen 2002 in Amsterdam | SP     | 8          | 41      |
| Tweede Kamerverkiezingen 2002               | SP     | 12 (lijst) |         |
| Tweede Kamerverkiezingen 2003               | SP     | 12 (lijst) | 273     |
| Europese Parlementsverkiezingen 2004        | SP     | 18 (lijst) |         |
| Tweede Kamerverkiezingen 2006               | SP     | 6 (lijst)  | 1.587   |
| Tweede Kamerverkiezingen 2010               | SP     | 6 (lijst)  | 2.179   |

- International Standard Name Identifier: 0000 0003 8787 4140
- Nederlandse Thesaurus van Auteursnamen: 240646169
- Parlement.com: vge7dtpleyza
- Virtual International Authority File: 280958931
- WorldCat: E39PBJf8xC8FwjW4mKvwwhGGpP